# Васянович, Виктор Андреевич
Виктор Андреевич Васянович (22 апреля 1939, с. Спасск, Кемеровская область — 15 июня 1994, Находка) — первый начальник Восточного Порта.

## Биография
Виктор Васянович родился 22 апреля 1939 года в с. Спасск Кемеровской области. Отец — участник ВОВ, работал товароведом, мать — няней в детском саду.
В 1946 году вместе с семьей переехал в г. Измаил.
В 1956 году Васянович поступил в Одесский институт инженеров морского флота, по окончании которого в 1961 году был направлен в Находкинский морской торговый порт (НМТП).
Работал стивидором, диспетчером, начальником 3-го грузового района, заместителем начальника по организации грузовых работ.
В 1970 году был назначен куратором строительства нового порта в бухте Врангеля, который в то время считался Четвёртым грузовым районом НМТП.
В 1973 году Васянович вернулся из Москвы с известием о том, что Министерство морского флота утвердило название порта — Восточный Порт.
27 декабря 1973 года состоялся торжественный митинг, посвященный открытию первого причала порта Восточного, на котором Виктору Васяновичу, как заместителю начальника НМТП по Восточному Порту, от строителей треста «Дальморгидрострой» (ДМГС) был вручен символический ключ от первого причала порта.
14 ноября 1974 года В. А. Васянович был утверждён на должность начальника Восточного Порта.
За годы работы начальником порта «зарекомендовал себя как умный, дальновидный, честный, самоотверженный в труде, добрый, но требовательный руководитель».
В сентябре 1987 года был освобожден от занимаемой должности в связи с выездом в загранкомандировку на Кубу, где также занимался портовым делом.
Вернувшись в Находку, стоял у истоков образования Морской администрации порта МАП Восточный.
Умер 15 июня 1994 года. Похоронен на старом городском кладбище Находки.

## Память

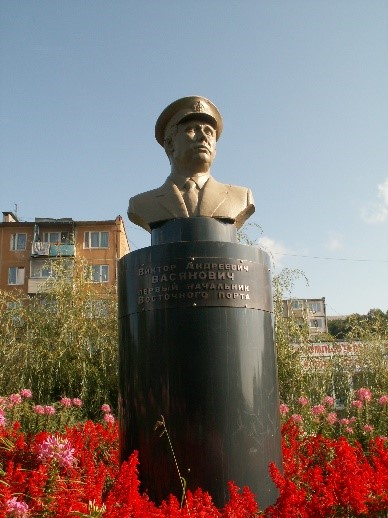
Памятник В. А. Васяновичу в мкр. Врангель. Открыт в 2008 году.

В 2008 году в п. Береговом был открыт памятник первому начальнику Восточного Порта В. А. Васяновичу. Местом для установки памятника, представляющего собой чугунный бюст на четырёхметровом постаменте, был выбран центральный сквер микрорайона. Автором памятника выступил находкинский скульптор, член Союза художников России Евгений Самбурский.
Именем В. А. Васяновича была названа одна из улиц микрорайона Врангель (Находка).
24 января 2020 года впервые состоялась торжественная церемония вручения специальной ученической премии им. В. А. Васяновича. Стипендия утверждена Фондом поддержки социальных и экологических инициатив «Восточный Порт».

## Награды
- Медаль «За доблестный труд» к 100-летию В. И. Ленина (1970)
- Орден Трудового Красного Знамени (1973)
- Орден «Знак Почёта» (1986).